# Alexander Haig
Pour les articles homonymes, voir Haig.
Alexander Meigs Haig, Jr., né le 2 décembre 1924 à Bala Cynwyd en banlieue de Philadelphie (Pennsylvanie) et mort le 20 février 2010 à Baltimore (Maryland), est un militaire et homme politique américain.
Il participe à la guerre de Corée puis du Viêt Nam, avant de devenir conseiller politique auprès d'Henry Kissinger, chef de cabinet de la Maison-Blanche sous Nixon et Ford en 1973-1974, puis secrétaire d'État dans l'administration du président Ronald Reagan entre 1981 et 1982. Il a également été, de 1974 à 1979, commandant des forces de l'OTAN en Europe.

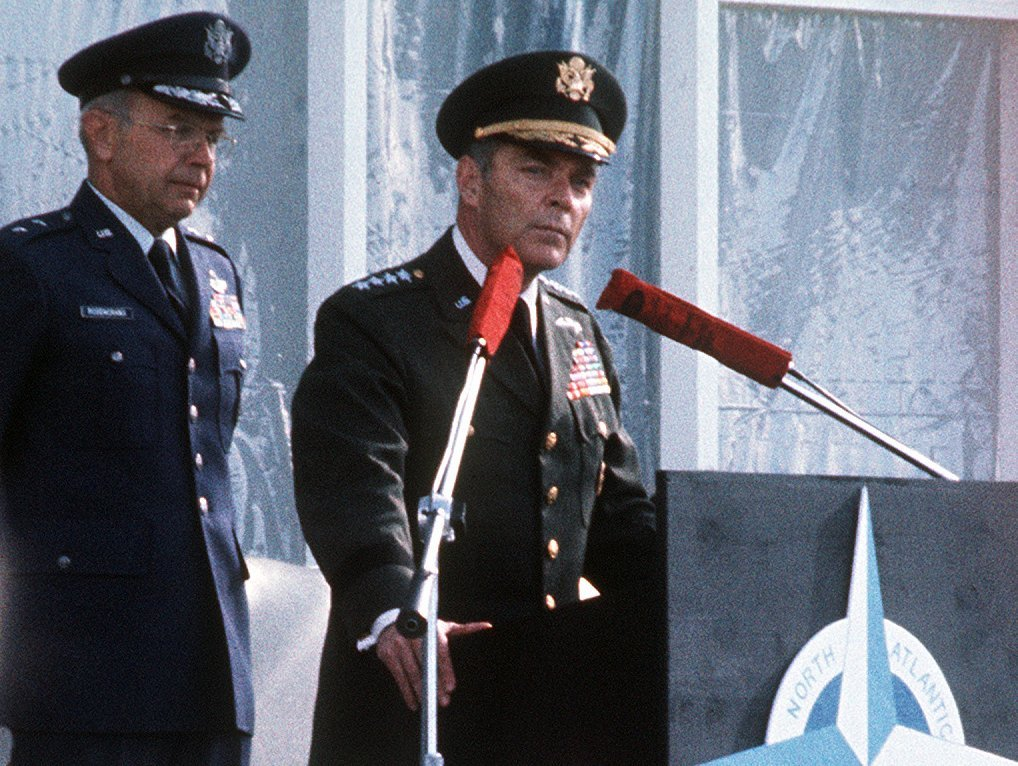
Alexander Haig en juin 1977 (à droite).

## Biographie
Né dans une famille catholique, Alexander Haig est le second de trois enfants. Son père, avocat et membre du Parti républicain, meurt prématurément d'un cancer en 1935. Son frère cadet est devenu prêtre.
Il suit des cours à l'université Notre-Dame-du-Lac puis entre à West Point. Il en sort en 1947, 214e sur 310 et choisit l'infanterie. Il commence sa carrière au Japon comme aide de camp du général Alonzo P. Fox, chef d'état-major adjoint du général McArthur. Il épouse sa fille, Patricia Fox. Ils ont trois enfants : Alexander, Brian et Barbara et huit petits-enfants.
Il participe à la guerre de Corée auprès du général Edward M. Almond. Il reçoit deux Silver Stars pour son héroïsme. Une fois rentré aux États-Unis, il intègre les services du Pentagone. Il est nommé assistant militaire de Cyrus Vance, secrétaire à l'Armée. Puis, il est assistant militaire de Joseph Califano, assistant du secrétaire à la Défense Robert McNamara.
En 1962, il réussit un master en relations internationales de la Georgetown University.
Il est déployé au Viêt Nam en 1966 et 1967 comme commandant de bataillon puis commandant de brigade au sein de la 1re division d'infanterie, la « Big red One ». Il reçoit la Distinguished Service Cross et le Purple Heart pour une blessure, un éclat d'obus au niveau du sourcil. Son hélicoptère est abattu en 1967 dans la région d'Ap Gu.
De 1967 à 1969, il reçoit un commandement à West-Point.
Puis il est nommé auprès du Conseil de sécurité nationale présidé par Henry Kissinger, dont il devient l'adjoint.
Il contribue à organiser la visite surprise de Richard Nixon en Chine, en janvier 1972.
Comme porte-parole d'Henry Kissinger, il aide le président sud-vietnamien Nguyễn Văn Thiệu à négocier un accord de cessez-le-feu en 1972.
De 1973 à 1974, Haig est le chef de cabinet de la Maison-Blanche, à la fin de la présidence de Richard Nixon. Il est très rapidement nommé vice-chef d'État-major de l'armée en doublant plus de 240 généraux plus anciens. Puis, il est obligé de revenir à la Maison Blanche pour gérer les effets du scandale du Watergate, après la démission de Bob Haldeman, le bras droit de Nixon. Le président américain sombrant dans la dépression et la paranoïa, Haig est celui qui exerce de fait le pouvoir. Il gère sans accident le départ de Nixon, qu'il a décidé à démissionner, probablement en échange de la promesse d'amnistie de son successeur.
De 1974 à 1979, Alexander Haig est nommé SACEUR (Supreme Allied Commander in Europe), le commandant suprême des forces alliées en Europe, à la tête du commandement intégré européen de l'OTAN. En 1979, il est victime d'un attentat à la bombe organisé par la Fraction armée rouge (Rote Armee Fraction ou RAF, une organisation terroriste d'extrême gauche allemande) dont il sort indemne.
Il démissionne de l'armée en 1979 et devient directeur d'United Technologies pendant un an.
Début 1981, à l'arrivée de Ronald Reagan à la Maison-Blanche, il devient son secrétaire d'État (équivalent de ministre des Affaires étrangères) mais il démissionne le 24 juin 1982, en partie à cause de son autoritarisme, de son manque de diplomatie et en désaccord avec les conseillers du président. Durant l'hospitalisation de Ronald Reagan à la suite de l'attentat perpétré contre lui, le 30 mars 1981, il semble outrepasser ses pouvoirs en déclarant qu'il a « la situation en main ». La presse l'accuse de vouloir court-circuiter le vice-président George H. W. Bush. Alexander Haig se défend en disant qu'il n'offrait pas une réponse juridique mais pratique : selon ses dires, il ne parlait pas de la succession du président, mais seulement de la situation dans laquelle se trouvait le gouvernement après l'hospitalisation de Ronald Reagan.
Considéré comme un faucon, plus dur vis-à-vis du communisme que George P. Shultz, lui étant partisan d'une entente avec l'URSS, et malgré les conseils de modération de Reagan, lui partisan depuis son discours du 16 janvier 1984 d'un rapprochement avec celle-ci[source insuffisante], il entre en conflit avec le secrétaire à la Défense Caspar Weinberger. Il est notamment à l'origine de la lutte des Contras au Nicaragua et de groupes paramilitaires au Salvador. Il diffuse à l'ONU des photographies retouchées afin de présenter comme des massacres sandinistes ce qui était en réalité des cadavres brulés par la Croix-Rouge. Il attise les tensions avec les Soviétiques, provoquant l'incompréhension et le désarroi des alliés occidentaux des États-Unis, Reagan soutenant officiellement cette publicité sandinisme[Quoi ?], tout en soutenant en secret l'opposition paramilitaire et voulant éviter toute publicité[Quoi ?] intempestive sur le sujet des Contras[source insuffisante].
Cette ambivalence reaganienne fait suite aux tensions ayant émaillé l'année 1983, notamment l'accident d'avion du vol Korean Air Lines 007 du 1er septembre 1983, où le monde aurait pu basculer dans l'hiver nucléaire, ce qui décida Reagan à jouer désormais double jeu avec son anti-communisme viscéral,.
Plus tard, en 1988, il se présente aux primaires républicaines pour tenter d'être désigné candidat à l'élection présidentielle mais il échoue devant George H. W. Bush, le vice-président sortant.
Il se retire, fonde l'entreprise Worldwide Associates, société de consultants en conseil stratégique. Il apparaît fréquemment sur la chaîne conservatrice d'informations Fox News comme analyste politique et militaire.
Alexander Haig est décédé le 20 février 2010 à l'hôpital Johns-Hopkins de Baltimore, des suites d'une infection au staphylocoque doré.

### Famille
Son deuxième fils est Brian Haig, un auteur à succès.